# G8 (musikalbum)
G8 är ett album från 2002 av den svenska punkgruppen Charta 77.

## Låtlista
| Nr  | Titel                                      |  |
| --- | ------------------------------------------ |  |
| 1.  | Ibland vill jag också bara slå sönder allt |  |
| 2.  | Mikrosekund                                |  |
| 3.  | Den fula ankungen                          |  |
| 4.  | Gör det själv                              |  |
| 5.  | Sandra                                     |  |
| 6.  | Han brinner                                |  |
| 7.  | I en perfekt värld                         |  |
| 8.  | Lösningen                                  |  |
| 9.  | I spindelns nät                            |  |
| 10. | Kredit                                     |  |
| 11. | Frihet II                                  |  |
| 12. | Paraplyer I Drinkarna                      |  |
| 13. | Paranoia                                   |  |
| 14. | Mörka gränder                              |  |
| 15. | Mot strömmen                               |  |